# Northumberland (1780)
Pour les articles homonymes, voir Northumberland.
Le Northumberland est un vaisseau de ligne de 74 canons à deux ponts. C'est un vaisseau de force construit selon les normes définies dans les années 1740 par les constructeurs français pour obtenir un bon rapport coût/manœuvrabilité/armement afin de pouvoir tenir tête à la marine anglaise qui dispose de beaucoup plus de navires depuis la fin des guerres de Louis XIV. Il est lancé pendant la mobilisation navale qui correspond à la participation de la France dans la guerre d'Indépendance Américaine. Il effectue sa carrière au service de Louis XVI puis de la République, avant d'être capturé par la Royal Navy en 1794 et démantelé l'année suivante.

## Construction et tradition
Vaisseau de 74 canons, le Northumberland est construit à Brest par l'ingénieur naval Jacques-Noël Sané en 1779-1780 sur les mêmes plans que l’Annibal, est baptisé Northumberland, d'après le premier navire de ce nom. L'historien du XIXe siècle Amédée Gréhan écrit :

« Un usage établi pour entretenir l'émulation est de conserver son nom à un vaisseau pris sur l'ennemi. S'il périt ou par vétusté ou par les naufrages ou par le feu entre les mains de la nation qui l'a capturé, on en construit un autre sous le même nom. »

Il est un peu plus puissant que son prédécesseur, avec une bordée de 838 livres de fonte.

## La carrière du vaisseau

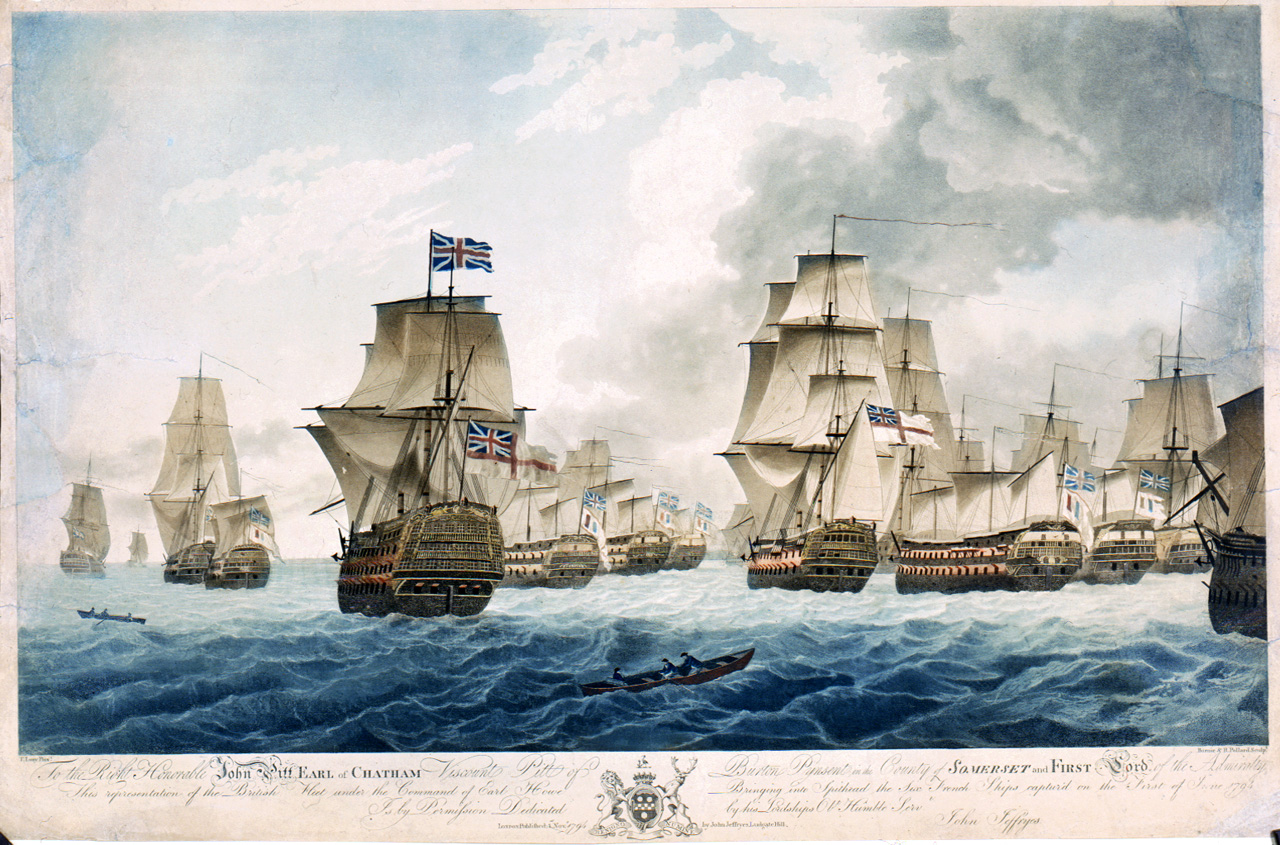
Les vaisseaux français capturés lors du combat de Prairial en 1794. Le Northumberland en fait partie.

Lorsqu'il entre en service, ce second Northumberland est commandé par le capitaine de Briqueville. En 1781, il fait partie de l'escadre du comte de Grasse qui part de Brest pour les Antilles en y escortant un grand convoi. Le Northumberland est engagé dans la bataille de Fort-Royal, le 29 avril 1781, qui permet de lever le siège de la Martinique. Cette même année, toujours dans l'escadre de Grasse, il passe en Amérique du nord et combat à la bataille de la baie de Chesapeake. Le Northumberland se trouve au centre de la ligne de bataille française.
En 1782, il passe sous le commandement du capitaine Honoré Cresp. En janvier, on le retrouve à la bataille de Saint-Christophe qui permet la conquête de l'île du même nom. Toujours intégré à l'escadre de Grasse, il est engagé le 12 avril dans la très dure bataille des Saintes. Le Nothumberland combat sur l'arrière-garde de la ligne française lorsque celle-ci est rompue par les Anglais. Cresp trouve la mort sur la dunette de son vaisseau. En 1782, le Nothumberland capture le HMS Allegiance, un sloop de 14 canons. Il stationne ensuite à Brest.
En 1793, la guerre reprend avec l'Angleterre. Il fait partie de l'escadre qui sort de Brest sous les ordres de Villaret de Joyeuse pour protéger un grand convoi de blé qui arrive d'Amérique. Il est capturé par la Royal Navy le 1er juin 1794 lors de la bataille de Prairial, alors qu'il est commandé par le capitaine François-Pierre Étienne. Après une courte intégration sous le nom de HMS Northumberland, les Britanniques le démolissent en décembre 1795.